# Het varken van Madonna
Het varken van Madonna is een Belgische film uit 2011 van Frank Van Passel. De hoofdrol in de film is voor Kevin Janssens. De film ging op 9 november 2011 in première.
Hoewel het verhaal zich afspeelt in het dorp Madonna bij Langemark, werden de opnames voor de film elders gemaakt, onder meer in Houtem bij Veurne.
Voor de film heeft Flip Kowlier een West-Vlaamse cover gemaakt van Born to be Alive van Patrick Hernandez: "Geboren voe te leven".

## Verhaal
Handelsvertegenwoordiger Tony Roozen wordt door zijn bedrijf naar West-Vlaanderen gestuurd om hun laatste product "Porky" te promoten. Porky is een gerobotiseerd varkentje dat een geur verspreidt die de seksuele drift van varkens verhoogt. Hierdoor zullen varkenskwekers het aantal geboren biggen exponentieel zien stijgen.
In de buurt van het dorp Madonna geraakt Tony met zijn wagen in de lagergelegen velden klem. Hij zoekt hulp in het dorpje en komt terecht in een discussie over de plannen van de Europese Unie: of er komt een nieuwe expresweg, of de bestaande weg wordt verbreed.
- De progressieve inwoners, zoals Marie en Persijn, zijn voorstander van verbreding. Hierdoor komen er jonge gezinnen naar Madonna waardoor het schooltje, waar Marie de enige juf is, zal blijven bestaan. Persijn is de enige garagist in een omtrek van 30 kilometer. Ten slotte blijven de slagvelden, met nog duizenden overleden soldaten die gestreden hebben in Wereldoorlog I, onaangetast.
- De gelovige inwoners, zoals de pastoor en de burgemeester, zijn voorstander van de nieuwe expresweg. Hierdoor zal de dorpskern niet overspoeld worden met doorrijdende auto's. Daarnaast kan het "driehoekige rond punt" met daarop een Madonna-beeld blijven bestaan. Het beeld is zeer bemind en gelovigen deponeren in het beeld hun gebeden. Ten slotte zijn zij van mening dat de progressievelingen enkel uit eigenbelang handelen.

Noodgedwongen overnacht Tony in een kamer van het café van Gusta, waar Marie helpt. 's Nachts krijgt hij een bizarre droom: een soldaat wandelt dwars door de muren de kamer binnen en vertelt hoe hij zijn arm verloor onder een legertank. Wanneer Tony de volgende dag de rekening vraagt, rekent Marie hem 250 euro aan. Ze vindt de prijs rechtvaardig omdat zangeres Madonna de kamer ooit huurde toen ze nog achtergrondzangeres was van Patrick Hernandez.
Tony wil een beroep doen op garagist Persijn, maar die is in staking zolang het referendum niet voorbij is. Tony besluit dan maar om de lokale boeren op te zoeken om Porky voor te stellen. Al snel komt hij tot de conclusie dat er geen varkensboeren meer zijn in Madonna: of de boeren zijn op pensioen, of ze krijgen subsidie om geen biggen meer te kweken.
Via Marie verneemt Tony dat er in het dorp nog een table d'hôte is. Wanneer Tony daar 's avonds aanklopt, blijkt het de woning van Marie te zijn. Daar ontmoet Tony de soldaat uit zijn droom. Marie is blij nu ze weet dat ze niet de enige is die haar overleden overgrootvader Prosper ziet. Marie is ervan overtuigd dat Prosper blijft rondspoken zolang zijn volledige skelet niet is gevonden. Dat is voor haar nog een extra reden om tegen de nieuwe expresweg te zijn.
De volgende dag verneemt Tony dat er op de kerktoren een GSM-mast staat, maar werd uitgeschakeld omdat de boeren vreesden dat de straling de melkproductie zou verlagen. Tony activeert de mast, maar wordt opgepakt door de politie en voor meerdere uren in een cel gehouden. In de cel staat plots Prosper. Hij legt uit dat hij zich in de loopgraven moest verbergen voor mosterdgas. Daarom bond hij een zakdoek met een motief van rozen voor zijn mond en sprong in een latrine, waarin hij verdronk.
Eenmaal vrij beslist Tony om zijn auto zelf uit te graven. Hij stoot op een schedel met daarrond een oude zakdoek met een motief van rozen. Tony beseft dat dit Prosper is. De arm van Prosper vindt hij in een nabijgelegen dorpsmuseum. Het hele skelet brengt hij naar het café van Marie. De geest van Prosper daagt opnieuw op, maar hij is niet van plan om te rusten zolang Gusta nog leeft.
Ondertussen is het referendum gehouden en heeft de meerderheid gekozen voor de nieuwe weg. Persijn blaast zijn tankstation op. Marie blaast uit woede het Madonna-beeld op, waardoor duizenden blaadjes met daarop de gebeden in het dorp belanden. De inwoners beginnen de brieven te lezen en al snel wordt duidelijk dat het niet enkel gebeden zijn, maar ook confessies. Zo staat er te lezen dat de burgemeester graag zou hebben dat zijn vrouw dood neerviel, een boerin schrijft dat hun kind werd verwekt door haar minnaar, een boer is uit noodzaak en niet uit liefde getrouwd... Dit verklaart waarom de gelovige bevolking voor de nieuwe weg koos. De brieven leiden tot hevige ruzies in de gezinnen.
De volgende nacht gebeurt er een wonder: Porky rijdt door de straten van Madonna en verspreidt zijn geur. De koppels worden opnieuw verliefd op elkaar, vergeven elkaar hun misstappen en seksen erop los. De volgende ochtend blijkt er nog een tweede mirakel te zijn gebeurd: alle vrouwen zijn plots hoogzwanger en bevallen van een gezonde baby.  Beide wonderen zorgen ervoor dat de toekomst van Madonna zeker is.

## Rolverdeling
| Acteur                  | Personage                 |
| ----------------------- | ------------------------- |
| Kevin Janssens          | Tony Roozen               |
| Wine Dierickx           | Maria Glorie              |
| Nico Sturm              | Prosper                   |
| Elise Bottu             | Gusta                     |
| Marc Van Eeghem         | Garagist Persijn          |
| Wim Opbrouck            | Burgemeester              |
| Twiggy Bossuyt          | Vrouw Burgemeester        |
| Peter Van den Eede      | Pastoor                   |
| Jozef Demaré            | Nestor                    |
| Rudi Delhem             | Roland Van Wachtebeke     |
| Ille Geldhof            | Vrouw Van Wachtebeke      |
| Peter Bulckaen          | Pol Nachtegaele           |
| Marijke Pinoy           | Berta Nachtegaele         |
| Bruno Vanden Broecke    | Andy                      |
| Jan Vandendriessche     | Valere                    |
| Frank Focketyn          | Frans Fierens             |
| Charlotte Vandermeersch | Bea                       |
| Johana Lesage           | Melanie                   |
| Maria Vanhooren         | Schoonmoeder Burgemeester |
| Thierry De Coster       | Presentator Promofilm     |